# Wanda Wejzgrowicz
Wanda Felicia Wejzgrowicz (ur. 31 października 1933, zm. 17 czerwca 2020 w Maryland Heights) – amerykańska lekkoatletka polskiego pochodzenia, specjalistka pchnięcia kulą.
Zdobyła brązowy medal w pchnięciu kulą na igrzyskach panamerykańskich w 1959 w Chicago, przegrywając jedynie z innymi Amerykankami Earlene Brown i Sharon Shepherd.
Była mistrzynią Stanów Zjednoczonych (AAU) w pchnięciu kulą w 1955 oraz brązową medalistką w tej konkurencji w 1958 i 1959. Zajęła również 4. miejsce w rzucie dyskiem w 1955.